# Скарга Юлія Борисівна
Ю́лія Бори́сівна Скарга (* 20 липня 1961) — українська театральна акторка, знімається в кіно та серіалах, заслужена артистка України.

## Короткий життєпис
Закінчила навчання в ГІТІСі (Російський університет театрального мистецтва), педагогом був В. П. Остальський.
1986 року після закінчення інституту повернулася до Одеси. Її прийняли в трупу Одеського російського театру, де працювали її батьки.
В фільмах знімається з 1988 року.
Виступає у виставах Одеського академічного театру музичної комедії ім. М. Водяного та Єврейського культурного центру «Beit Gand».

## Родина
- Батко: Зайденберг Борис Ілліч - заслужений артист РРФСР
- Брат: Скарга Генадій Борисович - заслужений артист України.

## Фільмографія
- 1992 — «Крамниця Рубінчик та…»,
- 1992 — «Ченч» (Росія — Україна),
- 1997 — «Принцеса на бобах» (Росія — Україна) — в епізоді,
- 2002 — «Комедійний коктейль»,
- 2002 — «Кастинг» — в епізоді 6-ї серії,
- 2003 — «Особисте життя офіційних людей» (Росія — Україна) — вихователька,
- 2004 — «Велике кохання до літератури» — в епізоді 62-ї серії,
- 2004 — «Товариська сімейка»,
- 2005 — «Заказ» — в епізоді,
- 2005 — «Гра поза нотами» — Сара Шварцман",
- 2006 — «Іван Подушкін. Джентльмен розшуку-1», Дундукова;
- 2006 — «Інстинкт Баби Яги», фільм 3,
- 2006 — «Щастя по рецепту» — Ліля Кандиба, мати Лари,
- 2007 — «Ліквідація» — сусідка Степаниди,
- 2008 — «Доторкнутися неба» (Україна — Росія) — мама Таї,
- 2008 — «Посмішка Бога, або Чисто одеська історія» — жінка в капелюшку,
- 2009 — «Мелодія для Катеринкакатеринки» — епізод,
- 2010 — «Буду пам'ятати» — в епізоді,
- 2011 — «Будинок з башточкою» — медсестра,
- 2012 — «Кордон слідчого Савельєва» (Росія — Україна), фільм 9 — «Нальотники» — в епізоді,
- 2012 — «Одеса-мама» — в епізоді,
- 2013 — «Рідкісна група крові» — Ніна Станіславівна, жінка Морозова,
- 2013 — «Шулер» (Україна) — тьотя Рая (нема в титрах).

## Нагороди
- Почесне звання "Заслужена артистка України"